# La Peur d'un rêve
Pour plus de détails, voir Fiche technique et Distribution.
La Peur d'un rêve (Past Tense) est un téléfilm américain réalisé par Penelope Buitenhuis et diffusé le 12 août 2006 sur Lifetime Movie Network.

## Fiche technique
- Titre original : Past Tense
- Réalisation : Penelope Buitenhuis
- Scénario : Alex Campbell
- Photographie : Adam Sliwinski
- Musique : John Sereda
- Société de production : Front Street Pictures
- Durée : 87 minutes
- Pays :  États-Unis
- Date de diffusion :
  - États-Unis : 12 août 2006[1]

## Distribution
- Paula Trickey : Kim Shay
- Michael Rogers (en) : Détective Matt
- Alexia Fast : Sara Shay
- Adrian Hough : Docteur Marquette
- Donnelly Rhodes : Capitaine Murphy
- Zara Taylor : Penny Romig
- Brock Johnson : Lem
- Lori Triolo : Pam
- Alistair Abell (en) : Leon
- Adrian Hughes : Jordan
- Ken Jones : Transient